# A Doc Martin epizódjainak listája
Ez a szócikk a Doc Martin című sorozat epizódjait listázza.

## Évados áttekintés
| Évad | Évad | Epizódok | Eredeti sugárzás     | Eredeti sugárzás   | Eredeti adó | Magyar sugárzás    | Magyar sugárzás    | Magyar adó       |
| Évad | Évad | Epizódok | Évadpremier          | Évadfinálé         | Eredeti adó | Évadpremier        | Évadfinálé         | Magyar adó       |
| ---- | ---- | -------- | -------------------- | ------------------ | ----------- | ------------------ | ------------------ | ---------------- |
|      | 1    | 6        | 2004. szeptember 2.  | 2004. október 7.   | ITV         | 2007. július 1.    | 2007. július 12.   | Hallmark Channel |
|      | 2    | 8        | 2005. november 10.   | 2006. január 5.    | ITV         | 2007. július 17.   | 2007. augusztus 1. | Hallmark Channel |
|      | 3    | 7        | 2007. szeptember 24. | 2007. november 5.  | ITV         | 2008. február 11.  | 2008. február 21.  | Hallmark Channel |
|      | 4    | 8        | 2009. szeptember 20. | 2009. november 8.  | ITV         | 2011. április 6.   | 2011. április 15.  | Duna Televízió   |
|      | 5    | 8        | 2011. szeptember 12. | 2011. október 31.  | ITV         | 2013. március 2.   | 2013. április 20.  | Duna Televízió   |
|      | 6    | 8        | 2013. szeptember 2.  | 2013. október 21.  | ITV         | 2016. január 31.   | 2016. március 20.  | Duna Televízió   |
|      | 7    | 8        | 2015. szeptember 7.  | 2015. november 2.  | ITV         | 2016. április 3.   | 2016. május 22.    | Duna Televízió   |
|      | 8    | 8        | 2017. szeptember 20. | 2017. november 8.  | ITV         | 2019. november 30. | 2019. december 8.  | TV4              |
|      | 9    | 8        | 2019. szeptember 25. | 2019. november 13. | ITV         | 2020. március 29.  | 2020. április 12.  | TV4              |
|      | 10   | 9        | 2022. szeptember 7.  | 2022. december 25. | ITV         | 2024. július 26.   | 2024. augusztus 7. | Duna Televízió   |

## Epizód

### Első évad (2004)
| Sor. | Év. | Cím                                                           | Rendező  | Író                           | Premier                               | Nézettség   |
| ---- | --- | ------------------------------------------------------------- | -------- | ----------------------------- | ------------------------------------- | ----------- |
| 1.   | 1.  | A doktor világgá megy (Going Bodmin)                          | Ben Bolt | Dominic Minghella             | 2004. szeptember 2. 2007. július 1.   | 9,93 millió |
| 2.   | 2.  | Első nap a rendelőben (Gentlemen Prefer)                      | Ben Bolt | Dominic Minghella             | 2004. szeptember 9. 2007. július 4.   | 8,98 millió |
| 3.   | 3.  | Becsúszik (Sh*t Happens)                                      | Ben Bolt | Dominic Minghella             | 2004. szeptember 16. 2007. július 5.  | 8,91 millió |
| 4.   | 4.  | A Portwenn-hatás (The Portwenn Effect)                        | Ben Bolt | Dominic Minghella             | 2004. szeptember 23. 2007. július 10. | 9,31 millió |
| 5.   | 5.  | Pont ebben a kikötőben (Of All the Harbours in All the Towns) | Ben Bolt | Kirstie Falkous & John Regier | 2004. szeptember 30. 2007. július 11. | 9,45 millió |
| 6.   | 6.  | Vériszony (Haemophobia)                                       | Ben Bolt | Dominic Minghella             | 2004. október 7. 2007. július 12.     | 9,31 millió |

### Második évad (2005-2006)
| Sor. | Év. | Cím                                      | Rendező      | Író                                 | Premier                             | Nézettség   |
| ---- | --- | ---------------------------------------- | ------------ | ----------------------------------- | ----------------------------------- | ----------- |
| 7.   | 1.  | Öreg kutyák (Old Dogs)                   | Ben Bolt     | Dominic Minghella & Edana Minghella | 2005. november 10. 2007. július 17. | 8,86 millió |
| 8.   | 2.  | Helyben (In Loco)                        | Ben Bolt     | Richard Stoneman                    | 2005. november 17. 2007. július 18. | 8,19 millió |
| 9.   | 3.  | A vér nem válik vízzé (Blood is Thicker) | Ben Bolt     | Jack Lothian                        | 2005. november 24. 2007. július 19. | 9,26 millió |
| 10.  | 4.  | Aromaterápia (Aromatherapy)              | Ben Bolt     | Dominic Minghella & Edana Minghella | 2005. december 1. 2007. július 24.  | 8,99 millió |
| 11.  | 5.  | Sosem felejtlek (Always on My Mind)      | Ben Bolt     | Richard Stoneman                    | 2005. december 8. 2007. július 25.  | 8,56 millió |
| 12.  | 6.  | Családi ügy (The Family Way)             | Ben Bolt     | Dominic Minghella & Edana Minghella | 2005. december 15. 2007. július 26. | 8,83 millió |
| 13.  | 7.  | Vadon (Out of the Woods)                 | Minkie Spiro | Jack Lothian                        | 2005. december 22. 2007. július 31. | 8,11 millió |
| 14.  | 8.  | Erotománia (Erotomania)                  | Minkie Spiro | Dominic Minghella & Edana Minghella | 2006. január 5. 2007. augusztus 1.  | 8,60 millió |

### TV Film (2006)
| Sor. | Év. | Cím                              | Rendező  | Író          | Premier                                 | Nézettség   |
| ---- | --- | -------------------------------- | -------- | ------------ | --------------------------------------- | ----------- |
| 15.  | 1.  | Ahol a part szakad (On the Edge) | Ben Bolt | Jack Lothian | 2006. december 25. 2008. február 25-26. | 5,88 millió |

### Harmadik évad (2007)
| Sor. | Év. | Cím                                         | Rendező  | Író              | Premier                                | Nézettség    |
| ---- | --- | ------------------------------------------- | -------- | ---------------- | -------------------------------------- | ------------ |
| 16.  | 1.  | Az alma nem esik (The Apple Doesn't Fall)   | Ben Bolt | Richard Stoneman | 2007. szeptember 24. 2008. február 11. | 8,10 millió  |
| 17.  | 2.  | Mozgás (Movement)                           | Ben Bolt | Nick Vivian      | 2007. október 1. 2008. február 12.     | 8,58 millió  |
| 18.  | 3.  | Városiak (City Slickers)                    | Ben Bolt | Richard Stoneman | 2007. október 8. 2008. február 13.     | 8,84 millió  |
| 19.  | 4.  | A tisztelő (The Admirer)                    | Ben Bolt | Jack Lothian     | 2007. október 15. 2008. február 18.    | 8,81 millió  |
| 20.  | 5.  | A magyal tövise (The Holly Bears a Prickle) | Ben Bolt | Ben Bolt         | 2007. október 22. 2008. február 19.    | 9,21 millió  |
| 21.  | 6.  | Gomba-bajok (Nowt So Queer)                 | Ben Bolt | Keith Temple     | 2007. október 29. 2008. február 20.    | 9,92 millió  |
| 22.  | 7.  | És boldogan éltek (Happily Ever After)      | Ben Bolt | Jack Lothian     | 2007. november 5. 2008. február 21.    | 10,37 millió |

### Negyedik évad (2009)
| Sor. | Év. | Cím                                           | Rendező      | Író              | Premier                               | Nézettség    |
| ---- | --- | --------------------------------------------- | ------------ | ---------------- | ------------------------------------- | ------------ |
| 23.  | 1.  | Inkább az ördög (Better the Devil)            | Ben Bolt     | Jack Lothian     | 2009. szeptember 20. 2011. április 6. | 8,30 millió  |
| 24.  | 2.  | Nincs nyugalom (Uneasy Lies the Head)         | Ben Bolt     | Ben Bolt         | 2009. szeptember 27. 2011. április 7. | 8,03 millió  |
| 25.  | 3.  | A bolondok végzete (Perish Together as Fools) | Ben Bolt     | Richard Stoneman | 2009. október 4. 2011. április 8.     | 8,71 millió  |
| 26.  | 4.  | Mr. McLynn sofőrje (Driving Mr. McIynn)       | Minkie Spiro | Richard Stoneman | 2009. október 11. 2011. április 9.    | 9,21 millió  |
| 27.  | 5.  | A megboldogultak (The Departed)               | Minkie Spiro | Jack Lothian     | 2009. október 18. 2011. április 10.   | 9,49 millió  |
| 28.  | 6.  | Bábaválság (Midwife Crisis)                   | Ben Bolt     | Ben Bolt         | 2009. október 25. 2011. április 13.   | 9,23 millió  |
| 29.  | 7.  | Ne zavarjanak! (Do Not Disturb)               | Ben Bolt     | Richard Stoneman | 2009. november 1. 2011. április 14.   | 9,95 millió  |
| 30.  | 8.  | A téves búcsú (The Wrong Goodbye)             | Ben Bolt     | Jack Lothian     | 2009. november 8. 2011. április 15.   | 10,28 millió |

### Ötödik évad (2011)
| Sor. | Év. | Cím                                      | Rendező   | Író                            | Premier                                | Nézettség    |
| ---- | --- | ---------------------------------------- | --------- | ------------------------------ | -------------------------------------- | ------------ |
| 31.  | 1.  | Őrizd a románcot! (Preserve the Romance) | Ben Bolt  | Ben Bolt                       | 2011. szeptember 12. 2013. március 2.  | 10,24 millió |
| 32.  | 2.  | Szárítsd fel könnyeid! (Dry Your Tears)  | Ben Bolt  | Richard Stoneman               | 2011. szeptember 19. 2013. március 9.  | 10,66 millió |
| 33.  | 3.  | Puskával a kézben (Born with a Shotgun)  | Ben Bolt  | Jack Lothian                   | 2011. szeptember 26. 2013. március 16. | 10,37 millió |
| 34.  | 4.  | Anya jobban tudja (Mother Knows Best)    | Ben Bolt  | Chris Hurford, Tom Butterworth | 2011. október 3. 2013. március 23.     | 10,43 millió |
| 35.  | 5.  | Emlékezz rám! (Remember Me)              | Paul Seed | Jack Lothian                   | 2011. október 10. 2013. március 30.    | 10,66 millió |
| 36.  | 6.  | Engedj el! (Don't Let Go)                | Ben Bolt  | Chris Hurford, Tom Butterworth | 2011. október 17. 2013. április 6.     | 10,86 millió |
| 37.  | 7.  | Macskák és cápák (Cats & Sharks)         | Paul Seed | Richard Stoneman               | 2011. október 24. 2013. április 13.    | 10,92 millió |
| 38.  | 8.  | Örökkön örökké (Ever After)              | Ben Bolt  | Jack Lothian                   | 2011. október 31. 2013. április 20.    | 10,65 millió |

### Hatodik évad (2013)
| Sor. | Év. | Cím                                                             | Rendező    | Író              | Premier                                | Nézettség   |
| ---- | --- | --------------------------------------------------------------- | ---------- | ---------------- | -------------------------------------- | ----------- |
| 39.  | 1.  | Egészségben, betegségben (Sickness and Health)                  | Nigel Cole | Jack Lothian     | 2013. szeptember 2. 2016. január 31.   | 9,51 millió |
| 40.  | 2.  | Találd ki, ki jön ma vacsorára! (Guess Who's Coming to Dinner?) | Nigel Cole | Ben Bolt         | 2013. szeptember 9. 2016. február 7.   | 9,05 millió |
| 41.  | 3.  | Nem félünk a farkastól (The Tameness of a Wolf)                 | Nigel Cole | Richard Stoneman | 2013. szeptember 16. 2016. február 14. | 8,36 millió |
| 42.  | 4.  | Szeret, nem szeret (Nobody Likes Me)                            | Paul Seed  | Charlie Martin   | 2013. szeptember 23. 2016. február 21. | 8,89 millió |
| 43.  | 5.  | Normális (The Practice Around the Corner)                       | Paul Seed  | Julian Unthank   | 2013. szeptember 30. 2016. február 28. | 9,17 millió |
| 44.  | 6.  | Egészségügyi kockázat (Hazardous Exposure)                      | Paul Seed  | Charlie Martin   | 2013. október 7. 2016. március 6.      | 9,09 millió |
| 45.  | 7.  | Törések (Listen with Mother)                                    | Nigel Cole | Richard Stoneman | 2013. október 14. 2016. március 13.    | 8,58 millió |
| 46.  | 8.  | Az út (Departure)                                               | Nigel Cole | Jack Lothian     | 2013. október 21. 2016. március 20.    | 9,07 millió |

### Hetedik évad (2015)
| Sor. | Év. | Cím                                                         | Rendező        | Író                           | Premier                                | Nézettség   |
| ---- | --- | ----------------------------------------------------------- | -------------- | ----------------------------- | -------------------------------------- | ----------- |
| 47.  | 1.  | Mentőakció (Rescue Me)                                      | Nigel Cole     | Jack Lothian                  | 2015. szeptember 7. 2016. április 3.   | 6,64 millió |
| 48.  | 2.  | Sokkoló újdonságok (The Shock of the New)                   | Nigel Cole     | Julian Unthank                | 2015. szeptember 14. 2016. április 10. | 7,33 millió |
| 49.  | 3.  | Beszélgetni jó (It's Good to Talk)                          | Nigel Cole     | Charlie Martin & Jack Lothian | 2015. szeptember 21. 2016. április 17. | 6,72 millió |
| 50.  | 4.  | Tanulni, tanulni, tanulni (Education, Education, Education) | Charles Palmer | Richard Stoneman              | 2015. szeptember 28. 2016. április 24. | 8,26 millió |
| 51.  | 5.  | Újraindítás (Control-Alt-Delete)                            | Charles Palmer | Julian Unthank                | 2015. október 5. 2016. május 1.        | 8,06 millió |
| 52.  | 6.  | A mások gyermekei (Other People's Children)                 | Ben Gregor     | Julian Unthank                | 2015. október 19. 2016. május 8.       | 7,82 millió |
| 53.  | 7.  | Tettek szavak helyett (Facta Non Verba)                     | Ben Gregor     | Richard Stoneman              | 2015. október 26. 2016. május 15.      | 8,04 millió |
| 54.  | 8.  | A doktor úr nincs bent (The Doctor Is Out)                  | Ben Gregor     | Jack Lothian                  | 2015. november 2. 2016. május 22.      | 8,03 millió |

### Nyolcadik évad (2017)
| Sor. | Év. | Cím                                      | Rendező     | Író                     | Premier                                 | Nézettség   |
| ---- | --- | ---------------------------------------- | ----------- | ----------------------- | --------------------------------------- | ----------- |
| 55.  | 1.  | Kifürkészhetetlen utak (Mysterious Ways) | Nigel Cole  | Nigel Cole Jack Lothian | 2017. szeptember 20. 2019. november 30. | 7,65 millió |
| 56.  | 2.  | Fiúk és szeretők (Sons and Lovers)       | Nigel Cole  | Richard Stoneman        | 2017. szeptember 27. 2019. november 30. | 7,23 millió |
| 57.  | 3.  | Viszlát drágám (Farewell, My Lovely)     | Nigel Cole  | Julian Unthank          | 2017. október 4. 2019. december 1.      | 7,18 millió |
| 58.  | 4.  | Hit (Faith)                              | Stuart Orme | Colin Bateman           | 2017. október 11. 2019. december 1.     | 7,35 millió |
| 59.  | 5.  | Gyerekszáj (From the Mouths of Babes)    | Stuart Orme | Andrew Rattenbury       | 2017. október 18. 2019. december 7.     | 7,62 millió |
| 60.  | 6.  | Véletlen hős (Accidental Hero)           | Stuart Orme | Julian Unthank          | 2017. október 25. 2019. december 7.     | 7,26 millió |
| 61.  | 7.  | A toll éle (Blade on the Feather)        | Nigel Cole  | Richard Stoneman        | 2017. november 1. 2019. december 8.     | 7,25 millió |
| 62.  | 8.  | Megpróbáltatások (All My Trials)         | Nigel Cole  | Jack Lothian            | 2017. november 8. 2019. december 8.     | 7,73 millió |

### Kilencedik évad (2019)
| Sor. | Év. | Cím                                        | Rendező        | Író                | Premier                                | Nézettség   |
| ---- | --- | ------------------------------------------ | -------------- | ------------------ | -------------------------------------- | ----------- |
| 63.  | 1.  | A világítótorony (To the Lighthouse)       | Nigel Cole     | Jack Lothian       | 2019. szeptember 25. 2020. március 29. | 7,22 millió |
| 64.  | 2.  | Félni az újtól (The Shock of the New)      | Nigel Cole     | Ash Ditta          | 2019. október 2. 2020. április 4.      | 7,21 millió |
| 65.  | 3.  | Sok a csók (S.W.A.L.K.)                    | Nigel Cole     | Julian Unthank     | 2019. október 9. 2020. április 4.      | 7,04 millió |
| 66.  | 4.  | Fesd feketére (Paint It Black)             | Charles Palmer | Andrew Rattenbury  | 2019. október 16. 2020. április 5.     | 7,00 millió |
| 67.  | 5.  | Igazi vadnyugat (Wild West Country)        | Charles Palmer | Alastair Galbraith | 2019. október 23. 2020. április 5.     | 7,11 millió |
| 68.  | 6.  | Egyensúly (Equilibrium)                    | Charles Palmer | Chris Reddy        | 2019. október 30. 2020. április 11.    | 6,99 millió |
| 69.  | 7.  | Egyedülálló fiatal nők (Single White Bevy) | Nigel Cole     | Julian Unthank     | 2019. november 6. 2020. április 11.    | 6,94 millió |
| 70.  | 8.  | Működési engedély (Licence to Practice)    | Nigel Cole     | Jack Lothian       | 2019. november 13. 2020. április 12.   | 7,32 millió |

### Tizedik évad (2022)
| Sor. | Év. | Cím                                                       | Rendező        | Író                             | Premier                               | Nézettség   |
| ---- | --- | --------------------------------------------------------- | -------------- | ------------------------------- | ------------------------------------- | ----------- |
| 71.  | 1.  | Életben maradok (I Will Survive)                          | Nigel Cole     | Jack Lothian                    | 2022. szeptember 7. 2024. július 26.  | 5,19 millió |
| 72.  | 2.  | Egyetlen éjszaka (One Night Only)                         | Philip John    | Andrew Rattenbury               | 2022. szeptember 14. 2024. július 29. | 4,75 millió |
| 73.  | 3.  | Mióta folyik ez már? (How Long Has This Been Going On?)   | Kate Cheeseman | Kevin Cecil                     | 2022. szeptember 21. 2024. július 30. | 4,79 millió |
| 74.  | 4.  | Örök szerelem (Everlasting Love)                          | Philip John    | Julian Unthank                  | 2022. szeptember 28. 2024. július 31. | 5,45 millió |
| 75.  | 5.  | Repíts fel a holdra! (Fly Me To The Moon)                 | Kate Cheeseman | Chris Reddy                     | 2022. október 5. 2024. augusztus 1.   | 5,36 millió |
| 76.  | 6.  | Vissza a feladónak (Return to Sender)                     | Kate Cheeseman | Amy Roberts és Loren Mclaughlan | 2022. október 12. 2024. augusztus 2.  | 5,69 millió |
| 77.  | 7.  | A szerelem szabaddá tesz (Love Will Set You Free)         | Nigel Cole     | Jack Lothian                    | 2022. október 19. 2024. augusztus 5.  | 5,61 millió |
| 78.  | 8.  | Az utolsó nyár (Our Last Summer)                          | Nigel Cole     | Jack Lothian                    | 2022. október 26. 2024. augusztus 6.  | 6,07 millió |
| 79.  | 9.  | Utolsó karácsony Portwennben (Last Christmas in Portwenn) | Nigel Cole     | Jack Lothian                    | 2022. december 25. 2024. augusztus 7. | 5,95 millió |